# 古埃蒙大區
6°25′N 7°30′W / 6.417°N 7.500°W

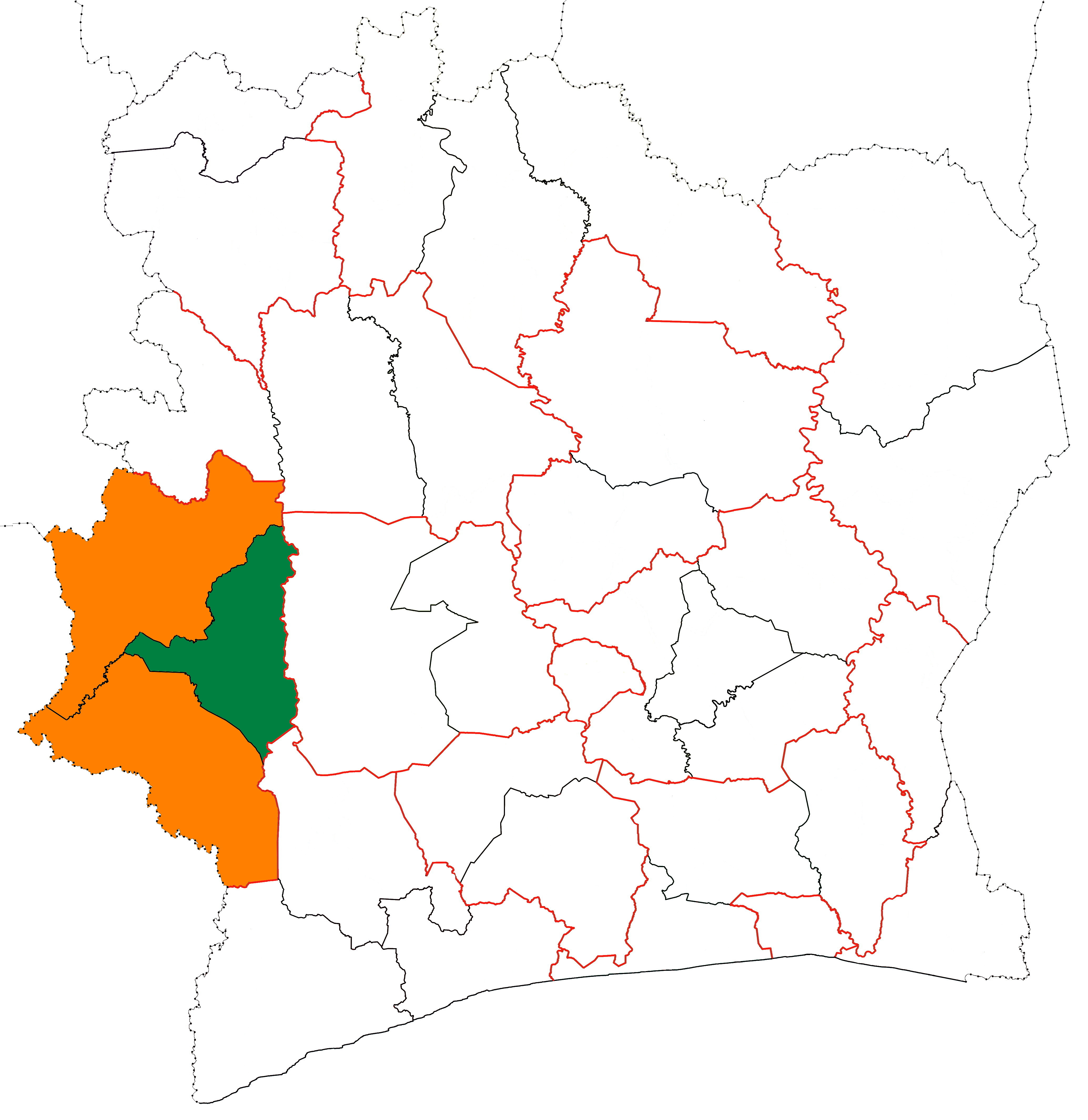
古埃蒙大區在山地區的位置（绿色）

古埃蒙大區（Guémon），是科特迪瓦的31個大區之一，位於該國西部，由山地區負責管轄，首府設於迪埃奎，始建於2011年，面積6,695平方公里，2014年人口919,392，人口密度每平方公里140人。